# یواس‌اس اینگراهام (ادی‌دی-۴۴۴)
یواس‌اس اینگراهام (ادی‌دی-۴۴۴) (به انگلیسی: USS Ingraham (DD-444)) یک کشتی بود که طول آن ۳۴۷ فوت ۹ اینچ (۱۰۵٫۹۹ متر) بود. این کشتی در سال ۱۹۴۱ ساخته شد.